# Српска архиепископија
Српска архиепископија, односно Жичка архиепископија, а потом Пећка архиепископија, назив је за прву аутокефалну (самосталну) архиепископију у средњовековним српским земљама, која је постојала у раздобљу од 1219. до 1346. године. Стварањем ове архиепископије, која је установљена заслугом првог српског архиепископа Светог Саве, означена је прекретница у историјском развоју Српске православне цркве, која је стицањем аутокефалности постала равноправна са осталим помесним црквама. Прво архиепископско седиште било је у Жичком манастиру (одатле долази назив Жичка архиепископија), а потом је пренето у Пећки манастир (одатле долази назив Пећка архиепископија). Српска архиепископија је 1346. године уздигнута на степен патријаршије, чиме је означен почетак новог раздобља у историји Српске православне цркве.

## Историја
Аутокефалну архиепископију у средњовековној Србији основао је 1219. године први српски архиепископ Свети Сава са сједиштем у манастиру Жичи. Касније током 13. века, управно сједиште је премештено у Пећки манастир у старој области Хвосно (северна Метохија). Српски цар Стефан Душан је 1346. године уздигао Пећку архиепископију на степен Пећке патријаршије. Данас је спомен на Пећку архиепископију очуван у титули српског патријарха, који је на првом месту „архиепископ пећки”.

## Српски архиепископи
| Архиепископ         | Раздобље      | Напомене | Слика                                    |
| ------------------- | ------------- | --- | ---------------------------------------- |
| Свети Сава          | 1219. – 1233. | Син Стефана Немање. Први српски архиепископ. Основао је десет епископија, написао Номоканон, стекао међународно признање српске аутокефалне цркве. Умро је у бугарској престоници Трнову 1236. године. | Свети Сава на фресци манастира Студеница |
| Арсеније I Сремац   | 1233. – 1263. | Ученик архиепископа Саве. Подигао цркву Светих апостола у Руговској клисури, касније позната као црква Вазнесења Господњег. Повукао се са архиепископске столице због парализе. | Рилски манастир                          |
| Свети Сава II       | 1263. – 1271. | Син Стефана Првовенчаног. Световно име било му је Предислав. Пре 1263. године био је хумски епископ. Гонио је јеретике. Сахрањен у цркви Светих Апостола у Пећи. | Лоза Немањића у Дечанима                 |
| Данило I            | 1271. — 1272. | Вршио функцију архиепископа само годину дана. Смењен је из непознатих разлога. |                                          |
| Јоаникије I         | 1272. – 1276. | До 1272. године био игуман манастира Студенице. Повукао се у знак протеста због Драгутиновог збацивања Уроша са власти. Сахрањен је заједно са њим у манастиру Сопоћани. |                                          |
| Јевстатије I        | 1279. – 1286. | Био је игуман манастира Хиландар и зетски епископ. Сахрањен је најпре у Жичи, али су његове мошти након разарања (1291) пренесене у Пећ. |                                          |
| Јаков               | 1286. – 1292. | Током његовог столовања Жича је разорена од стране Бугара те се средиште архиепископије премешта у Пећ. |                                          |
| Свети Јевстатије II | 1292. – 1309. | Ширењем српске државе под Милутином шири се и подручје јурисдикције српског архиепископа. У овом периоду основане епископије Грачаничка, Кончанска, Лимска, Мачванска, Браничевска, Београдска и Скопска |                                          |
| Свети Сава III      | 1309. – 1316. | Архиепископ свих српских и поморских земаља. Током његовог понтификата отпочела изградња манастира Бањска. |                                          |
| Никодим I Пећки     | 1316. – 1321. | Пре доласка на архиепископску столицу био игуман манастира Хиландар. Превео је Јерусалимски типик Светог Саве Освећеног на српски језик. Крунисао Стефана Дечанског за краља и тиме одредио став српске цркве у грађанском рату 1321. године. | Никодим                                  |
| Данило II           | 1324. – 1337. | Од 1307. до 1310. године игуман манастира Хиландар. Обављао је и функције бањског игумана и хумског епископа. Наговорио Милутина да дозволи Дечанском да се врати из Византије. Писац чувених "Житија краљева и архиепископа српских". Крунисао Душана за краља септембра 1331. године у Сврчину. Надгледао изградњу Високих Дечана. Подигао манастир посвећен Богородици Одигитрији. | Пећ                                      |
| Свети Јоаникије II  | 1337. – 1346. | Украсио цркву у Пећи. Обављао је функцију логотета. Постао је 1346. године први српски патријарх. | Архиепископ Јоаникије                    |

## Епархије
Епархије из доба Светог Саве:
- Жичка архиепископска епархија,
- Рашка епархија,
- Призренска епархија,[4]
- Липљанска епархија,[5]
- Хумска епархија, такође позната и као Лимска,
- Хвостанска епархија,[6]
- Зетска епархија,[7]
- Топличка епархија,
- Будимљанска епархија,
- Дабарска епархија,[8]
- Моравичка епархија, такође позната и као Ариљска.

Епархије из каснијег доба:
- Бањска епархија,[9] такође позната и као Ибарска или Звечанска,[10]
- Београдска епархија, такође позната и као Мачванска,
- Браничевска епархија,
- Дебарска епархија,
- Морозвиздска епархија,
- Нишка епархија,[11]
- Скопска епархија,